# Greatest Hits II (Queen)
Greatest Hits II è la seconda compilation del gruppo musicale britannico Queen, pubblicata il 28 ottobre 1991 dalla Parlophone.

## Descrizione
Il disco contiene una selezione dei singoli pubblicati dal gruppo nel periodo compreso tra il 1981 il 1991, appartenenti quindi agli album Hot Space, The Works, A Kind of Magic, The Miracle e Innuendo.
Due anni più tardi la Parlophone l'ha ripubblicato all'interno del box set The Gold Collection (Greatest Hits I e II) e in seguito nel 2000 nel cofanetto The Platinum Collection.
Analogalmente, nel 2003 venne pubblicata la raccolta in DVD di videoclip Greatest Video Hits 2 (come accadde per la prima raccolta l'anno precedente), che raccoglieva tutti i video delle canzoni degli album Hot Space, The Works, A Kind of Magic e The Miracle, ad esclusione di quelli dell'album Innuendo, a differenza della raccolta in VHS Greatest Flix II. 
Brian May, chitarrista del gruppo, ha dichiarato che in futuro sarebbe possibile la pubblicazione di un terzo volume che raccoglierebbe tutti i videoclip di Innuendo e quelli dell'album Made in Heaven (già inclusi nel film Made in Heaven - The Films e nella VHS Greatest Flix III), compreso il video di No-One but You (Only the Good Die Young) incluso nella raccolta Queen Rocks. 

## Tracce
Testi e musiche di Queen, eccetto dove indicato.
1. A Kind of Magic – 4:23 (Roger Taylor)
2. Under Pressure – 3:57 (Queen, David Bowie) – versione ridotta
3. Radio Ga Ga – 5:43 (Roger Taylor)
4. I Want It All – 4:02 – versione ridotta
5. I Want to Break Free – 4:19 (John Deacon) – versione remix
6. Innuendo – 6:28
7. It's a Hard Life – 4:10 (Freddie Mercury)
8. Breakthru – 4:09
9. Who Wants to Live Forever – 4:57 (Brian May) – versione ridotta
10. Headlong – 4:33 – versione ridotta
11. The Miracle – 4:55
12. I'm Going Slightly Mad – 4:08 – versione ridotta
13. The Invisible Man – 3:59
14. Hammer to Fall – 3:41 (Brian May) – versione ridotta
15. Friends Will Be Friends – 4:09 (John Deacon, Freddie Mercury)
16. The Show Must Go On – 4:24 – versione ridotta
17. One Vision – 4:03 – versione ridotta